# گمینا سووبیتسه (استان لوبوسکی)
گمینا سووبیتسه (استان لوبوسکی) (به لهستانی:  Gmina Słubice) یک گمینا در لهستان است که در شهرستان سووبیتسه واقع شده‌است. گمینا سووبیتسه ۱۸۵٫۴۲ کیلومتر مربع مساحت و ۲۰٬۰۳۹ نفر جمعیت دارد.